# Candaule, roi de Lydie, montre furtivement sa femme à Gygès, un de ses ministres, alors qu'elle se couche
 (mai 2021).
Candaule, roi de Lydie, montre sa femme furtivement à Gyges, l'un de ses ministres, alors qu'elle se couche, parfois connue sous le nom de L'Imprudence de Candaule, est une peinture à l'huile sur toile de l'artiste anglais William Etty, exposée pour la première fois à la Royal Academy en 1830.

## Biographie de l'auteur

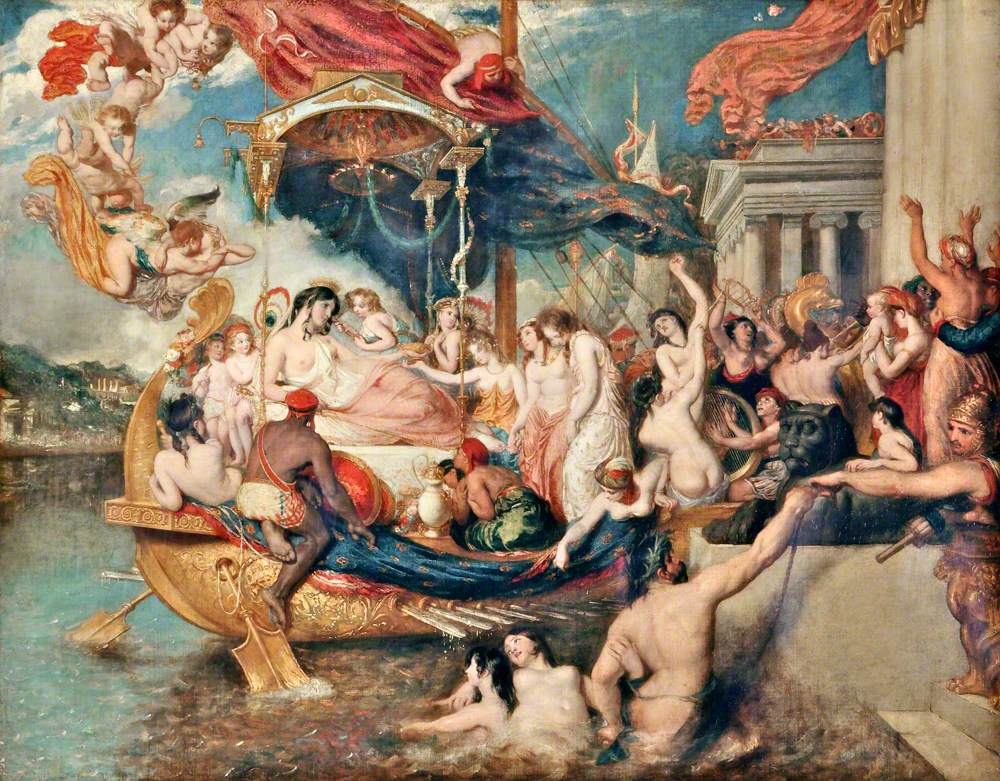
L'arrivée de Cléopâtre en Cilicie a fait la réputation d'Etty en tant qu'artiste, et son succès l'a incité à peindre d'autres figures nues dans des scènes historiques.

William Etty (1787–1849), le septième fils d'un boulanger et meunier de ⁣⁣York⁣⁣, était un apprenti imprimeur à Hull. A 18 ans, après sept ans d'apprentissage, il déménagea à Londres pour devenir artiste. Fortement influencé par les travaux de Titien et de Rubens, il a soumis un certain nombre de peintures à l'Académie Royale des Arts et à l'Institution britannique[pas clair], qui toutes ont été rejetées ou ont attiré peu d'attention lorsqu'elles ont été exposées. En 1821, il a finalement obtenu la reconnaissance lorsque l'Académie royale[pas clair] a accepté et exposé une de ses œuvres, L'Arrivée de Cléopâtre en Cilicie (également connue sous le nom de Triomphe de Cléopâtre). Cléopâtre a été extrêmement bien reçue et beaucoup de collègues artistes d'Etty l'ont grandement admiré. Il fut élu académicien royal à part entière en 1828, battant John Constable au poste.
Après le succès de Cléopâtre, au cours de la décennie suivante, Etty a tenté de reproduire son succès en peignant des figures nues dans des contextes bibliques, littéraires et mythologiques. Entre 1820 et 1829, Etty a exposé quinze peintures, dont 14 représentaient des figures nues.  Alors que certaines peintures nues d'artistes étrangers existaient dans des collections privées, l'Angleterre n'avait aucune tradition de peinture nue et l'affichage et la distribution de matériel nu au public avaient été supprimés depuis la proclamation de 1787 pour le découragement du vice. Etty a été le premier artiste britannique à se spécialiser dans les études de nu, et bien que ses portraits de nus masculins aient été généralement bien reçus, de nombreux critiques ont condamné ses représentations répétées de la nudité féminine comme indécentes.

## Analyse du tableau

### Description
Ses dimensions sont de 45,1 × 55,9 cm. Elle représente une scène des Histoires d'Hérodote, dans laquelle Candaule, roi de Lydie, invite son garde du corps Gygès à se cacher dans la chambre du couple et à regarder sa femme Nyssia se déshabiller, pour lui prouver sa beauté. Nyssia remarque que Gygès espionnait et le défie d'accepter sa propre exécution ou de tuer Candaule comme punition. Gygès choisit de tuer Candaule et de prendre sa place de roi. Le tableau montre le moment où Nyssia, ignorant toujours qu'elle est surveillée par quelqu'un d'autre que son mari, retire le dernier de ses vêtements.

### L'objectif de son auteur
Etty espérait que son public tirerait de la peinture la leçon de morale que les femmes ne sont pas des biens meubles et que les hommes qui enfreignent leurs droits devraient à juste titre être punis, mais il a fait peu d'efforts pour expliquer cela au public. Dès son exposition, la peinture attire immédiatement la controverse. Perçue comme une combinaison cynique d'une image pornographique et d'un récit violent et désagréable, elle est rapidement considérée comme une pièce immorale, archétypale d'un artiste étranger, et non britannique. Elle a été achetée par Robert Vernon lors de son exposition et, en 1847, était l'un des nombreux tableaux offerts par Vernon à la nation. L'œuvre a conservé sa réputation controversée au cours des années suivantes, et lorsque The Art Journal a acheté les droits de reproduction de l'ancienne collection de Vernon en 1849, il n'a pas distribué de reproductions de Candaule. En 1929, le tableau est intégré à un lot de plusieurs peintures transférées à la galerie Tate nouvellement agrandie, où il se trouve toujours.

### Sujet

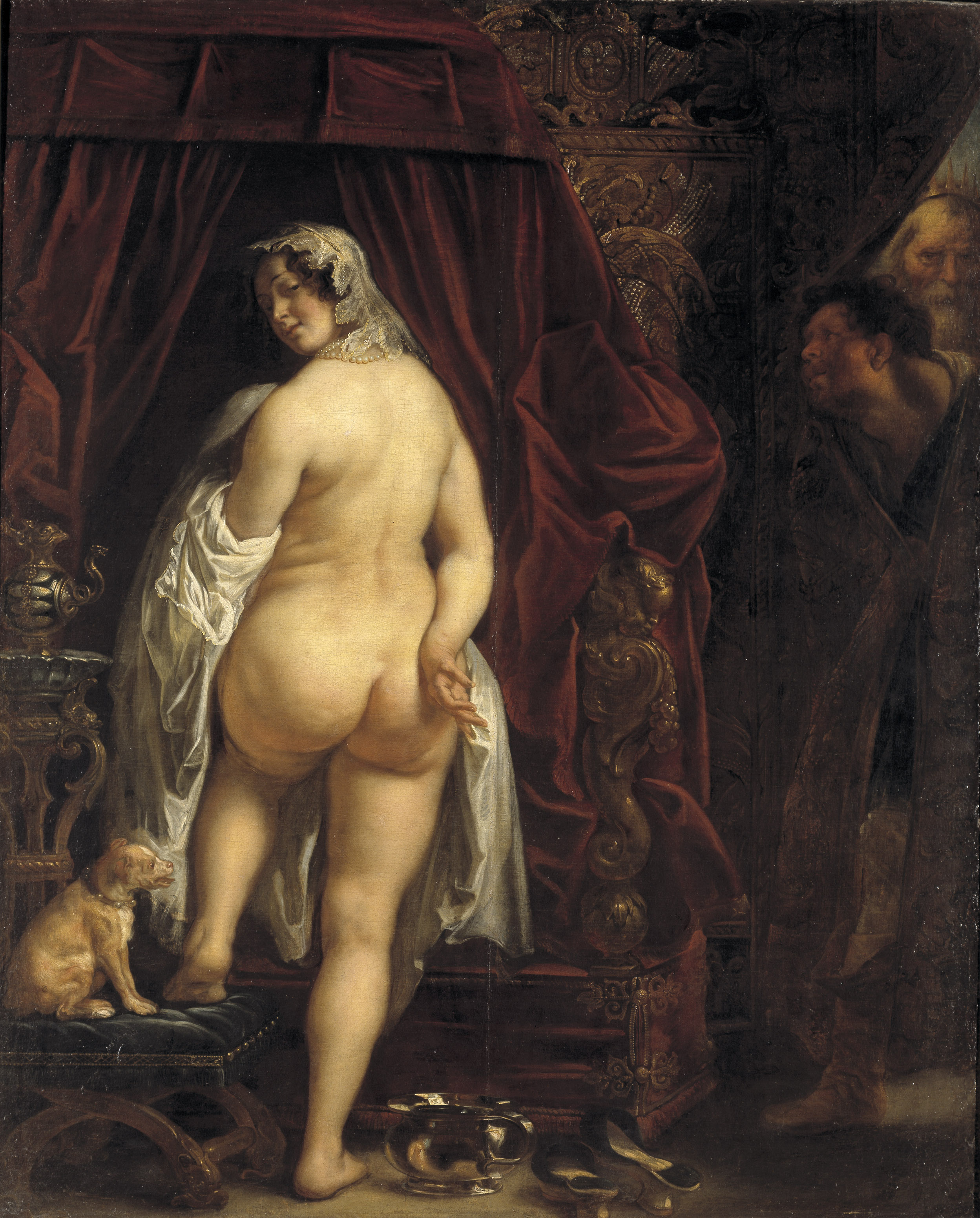
Candaule montrant sa femme à Gygès par Jacob Jordaens, v. 1646. Le thème de Candaule, Nyssia et Gygès avait déjà été peint par Jacob Jordaens en 1646. Jordaens et Etty contrastaient tous deux la chair pâle de Nyssia contre des draperies rouge foncé et la montraient dans une pose similaire. La peinture de Jordaens est accrochée en Suède depuis le XVIIe siècle, et il est peu probable qu'Etty en ait eu connaissance.

Candaule représente une scène du premier livre des Histoires d'Hérodote. Candaule, dirigeant de l'ancien royaume de Lydie, croyait que sa femme Nyssia était la plus belle femme du monde. Il a discuté de la beauté de sa femme avec son garde du corps préféré Gygès, mais a senti que Gygès mentait quand il lui a dit qu'il était d'accord pour sa beauté. Candaule s'est arrangé, malgré les protestations de Gygès, pour que Gygès se cache derrière la porte de sa chambre et regarde secrètement Nyssia se déshabiller à son insu. Bien qu'il fût mécontent d'avoir été forcé de participer, Gygès se cacha à contrecœur derrière la porte et regarda Nyssia se déshabiller. Nyssia remarqua Gygès alors qu'il sortait de la pièce par la suite, mais resta silencieuse.
Le lendemain, Nyssia a convoqué Gygès et l'a condamné pour sa violation de la coutume en l'espionnant nue. Gygès a eu le choix de tuer Candaule pour son instigation du complot, ou d'accepter volontairement sa propre exécution ; il a choisi à contrecœur de sauver sa propre vie en assassinant son maître. La nuit suivante, Gygès se cacha derrière la même porte d'où il avait observé la Nyssia nue, et poignarda Candaule pendant qu'il dormait, prenant Nyssia comme sa propre femme et se déclarant roi de Lydie. L'oracle de Delphes a confirmé Gygès comme roi, comme le premier de la dynastie Mermnad et il a régné durant 38 ans.

### Composition
Le Candaule de Etty montre le moment où Gygès, caché derrière la porte, aperçoit pour la première fois le corps nu de Nyssia. Candaule est allongé nu dans son lit, tandis que Nyssia se déshabille alors qu'elle se prépare à le rejoindre, et Gygès sur la pointe des pieds autour de la porte pour l'apercevoir. Nyssia tient un morceau de tissu, qui forme une ligne verticale coupant le corps de Candaule au-dessus de ses jambes, invoquant un thème d'émasculation aux mains d'une femme puissante. En positionnant les personnages de telle manière qu'aucun ne regarde hors de l'image et que le spectateur soit directement derrière Nyssia, Etty a voulu que le spectateur ressente le même sentiment de voyeurisme et d'intrusion que Gygès aurait ressenti, obligé d'espionner la femme nue de son maître contre sa volonté et à son insu. L'arrangement encombré des draperies et des caractéristiques architecturales exagère intentionnellement la nature claustrophobe et implicitement violente de la scène.
Etty était un participant régulier à la classe de vie de la Royal Academy tout au long de sa carrière. Nyssia se tient dans une pose qu'Etty avait esquissée plusieurs fois, celle d'une femme avec son genou sur un socle surélevé et un bras levé tenant une corde suspendue, (Tout au long de sa carrière, Etty a eu des difficultés à peindre des bras et a généralement montré à ses sujets tenant leurs bras loin de leur corps pour exposer autant de leur torse que possible). Etty a sûrement intentionnellement choisi le sujet obscur du tableau comme prétexte pour peindre une femme dans cette pose. L'image est peinte en mettant l'accent sur la couleur et la texture ; comme avec beaucoup d'œuvres d'Etty, la figure féminine est peinte plus en détail que le reste de la toile. Il est aussi probable qu'Etty ait peint Nyssia directement à partir d'un modèle de vie, achevant le reste de la composition plus tard dans un studio.
Candaule a été achevé et exposé à la Royal Academy en 1830. Etty a estimé que la leçon morale de l'histoire était que les femmes n'étaient pas les biens des hommes et que si les hommes - même leurs maris - violaient les droits d'une femme, elles étaient en droit de les punir[pas clair]. Cependant, il a fait peu d'efforts pour expliquer ce qui était, à l'époque, une vue non conventionnelle, permettant plutôt aux téléspectateurs de se forger leur propre jugement sur la pièce. Ainsi, inhabituellement pour un tableau de l'époque, Candaule apparaît moralement très ambigu, invitant le spectateur à sympathiser soit avec le sexuellement immoral Candaule, la meurtrière Nyssia ou le voyeuriste Gygès.

## Accueil

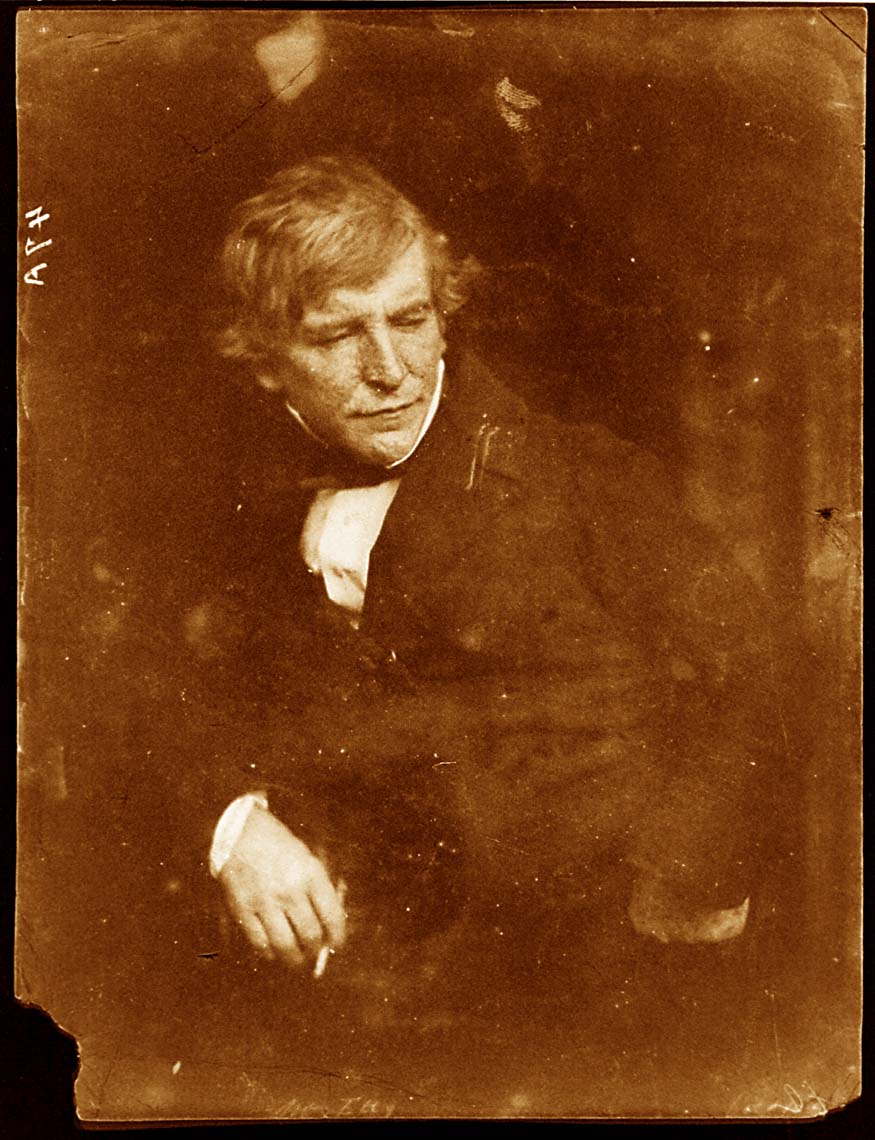
William Etty, 1844

Dès son dévoilement, Candaule a été condamné par la presse comme une combinaison cynique d'une image pornographique et d'un récit violent et déplaisant, et il y avait un consensus presque unanime sur le fait que l'image était inappropriée pour une exposition publique. La Gazette Littéraire[pas clair] a condamné le travail comme « contre la décence et le bon goût » et Etty comme tendant dans Candaule vers le type de « sensualité avilissante » on s'attendrait d'un étranger, pas de l'école britannique « plus pure » de la peinture. Il a également critiqué le thème de la peinture, en disant que « en tant qu'étude académique, la figure centrale de ce groupe pourrait être admissible ; mais, associée à cette histoire honteuse, elle mérite d'être chaleureusement répréhendée ». La Belle Assemblée, l'un des magazines féminins les plus influents de Grande-Bretagne, a fait l'éloge des autres expositions d'Etty à l'exposition d'été⁣⁣, mais a refusé de passer en revue Candaule, en disant que « pour nous le sujet est si offensant que nous le passons ». Même Alexander Gilchrist, généralement l'un des plus fervents partisans d'Etty, dans sa biographie de 1855 d'Etty a décrit Candaule comme « presque le seul exemple parmi les œuvres d'Etty, d'un sujet indéniablement désagréable, pour ne pas dire répréhensible »,  tandis que Sarah Burnage de l'Université de York a écrit en 2011 qu'« il est peut-être difficile de voir le tableau comme autre chose qu'une tentative délibérée de l'artiste de choquer et de scandaliser ».

### Héritage
Malgré l'hostilité avec laquelle Candaule a été accueilli lors de son exposition, il a été acheté par Robert Vernon, qui avait fait fortune en fournissant des chevaux aux militaires et utilisait les bénéfices pour amasser une importante collection d'art. Vernon a présenté sa collection à la nation en 1847, bien que dans le cas de Candaule une peinture si controversée devenant la propriété du gouvernement était source d'un certain embarras. En 1929, Candaule a été transféré à la fraîchement agrandie Tate Gallery, où il reste encore aujourd'hui,.
La condamnation que Candaule a rencontrée signifiait qu'il restait une pièce controversée. Lorsque Samuel Carter Hall choisissait des œuvres pour illustrer son tout nouveau The Art Journal, il considérait qu'il était important de promouvoir de nouveaux artistes britanniques, même s'il s'agissait d'illustrations que certains lecteurs considéraient comme pornographiques ou offensantes. En 1849, Hall obtint les droits de reproduction des 157 peintures que Vernon avait données à la nation. Cependant, il refusa de distribuer des reproductions de Candaule, malgré sa volonté de publier des reproductions d'autres nus provocateurs d'Etty tels que les Baigneuses surprises par un cygne.
Peu de temps après que Candaule ait été exposé, Etty, piqué par les attaques répétées de la presse sur sa supposée insipidité, son indécence et son manque de créativité, a décidé de produire une pièce explicitement morale. Le résultat, achevé en 1832, a pour titre L'Ange destructeur et les démons du mal interrompant les Orgies du Vicieux et de l'Intempéré[pas clair], et a été vu par beaucoup comme un renoncement à ses œuvres antérieures, plus ouvertement sensuelles. Etty est resté un peintre proéminent de nus, mais à partir de 1832 a fait des efforts conscients pour refléter les leçons morales. Malgré cela, il a continué d'être considéré comme un pornographe par beaucoup, longtemps après sa mort en 1849 ; en 1882, Vanity Fair put commenter : « Je ne sais que trop bien comment le rugueux et sa compagne se comportent devant des images comme celle de la baigneuse d'Etty. J'ai vu les bandes d'ouvriers se promener, et je sais que leurs intérêts pour les études du nu est vraiment embarrassant. ».

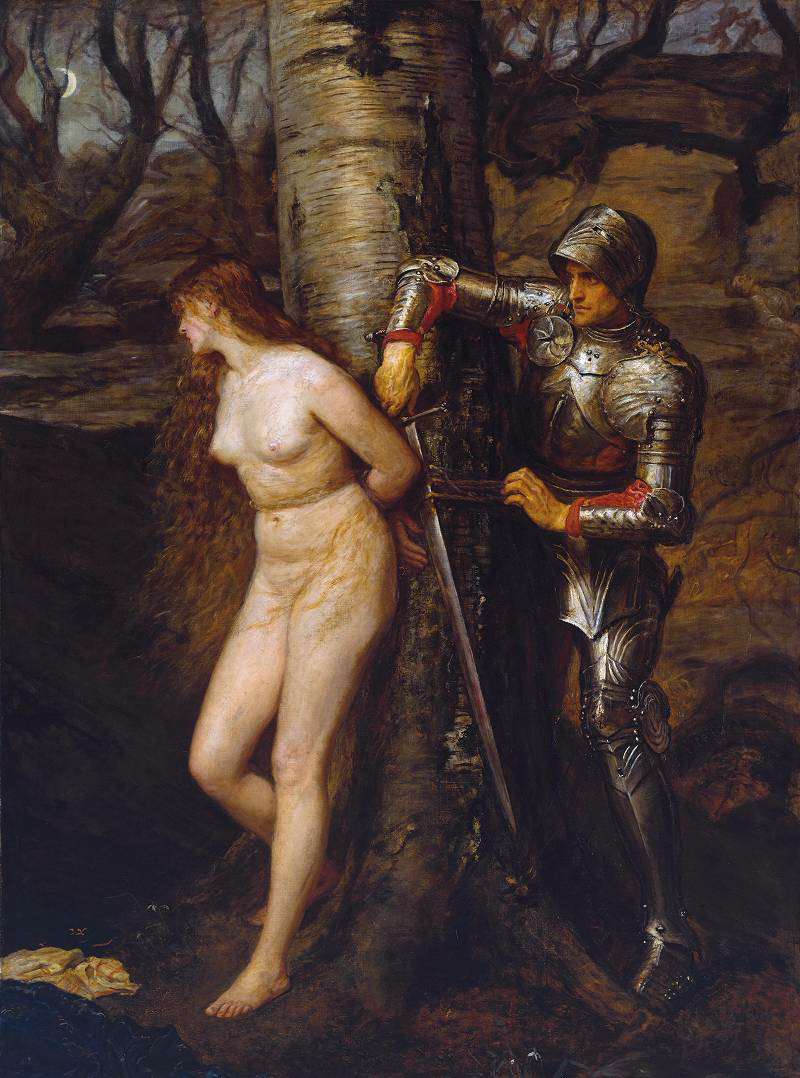
Le chevalier errant de Millais est l'une des rares œuvres ultérieures influencées par Candaule.

L'intérêt pour Etty a décliné après sa mort alors que de nouveaux mouvements, en particulier les préraphaélites et l'esthétisme, en sont venus à caractériser la peinture en Grande-Bretagne, et à la fin du XIXe siècle, le coût de toutes ses peintures était tombé en dessous de leurs prix d'origine. Très peu d'artistes ultérieurs ont été influencés par Etty et l'un des rares travaux ultérieurs sur lesquels Candaule peut être considéré comme une influence est The Knight Errant, peint par John Everett Millais en 1870 qui dépeignait le sauvetage d'une femme désemparée, déshabillée et attachée à un arbre. The Knight Errant était un retour au style développé par Etty dans Candaule de forcer le spectateur à se sentir complice en étant témoin de la dégradation sexuelle d'une femme, et, en particulier dans les premières versions dans lesquelles le visage de la femme était visible, a suscité des critiques similaires.